# Улрих Улнер фон Дибург
Улрих Улнер фон Дибург (на немски: Ulrich Ulner von Dieburg/Eulner von Dieburg; † 16 ноември 1550) е благородник от древния род Улнер (Ойлнер) от град Дибург в Южен Хесен.
Улрих Улнер фон Дибург умира на 16 ноември 1550 г. и е погребан в църквата „Св. Лауренциус“ във Вайнхайм.
Родът измира през 1771 г.

## Фамилия
Улрих Улнер фон Дибург се жени за Маргарета Кемерер фон Вормс-Далберг († 27 юни 1546, погребана в „Св. Лауренциус“ във Вайнхайм), дъщеря на Дитер VI фон Далберг (1468 – 1530) и Анна фон Хелмщат († 1528). Те имат една дъщеря:
- Елизабет Улнер фон Дибург († 18 май 1594, погребана в „Св. Петър“ в Хернсхайм), омъжена на 7 февруари 1558 г. за първия си братовчед Георг (Йорг) фон Далберг (* 1509/1510; † 2 юни 1561/ 2 май 1561), син на Волфганг VI фон Далберг (1473 – 1522) и Агнес фон Зикинген († 1517)[3]